# 가이 레벨

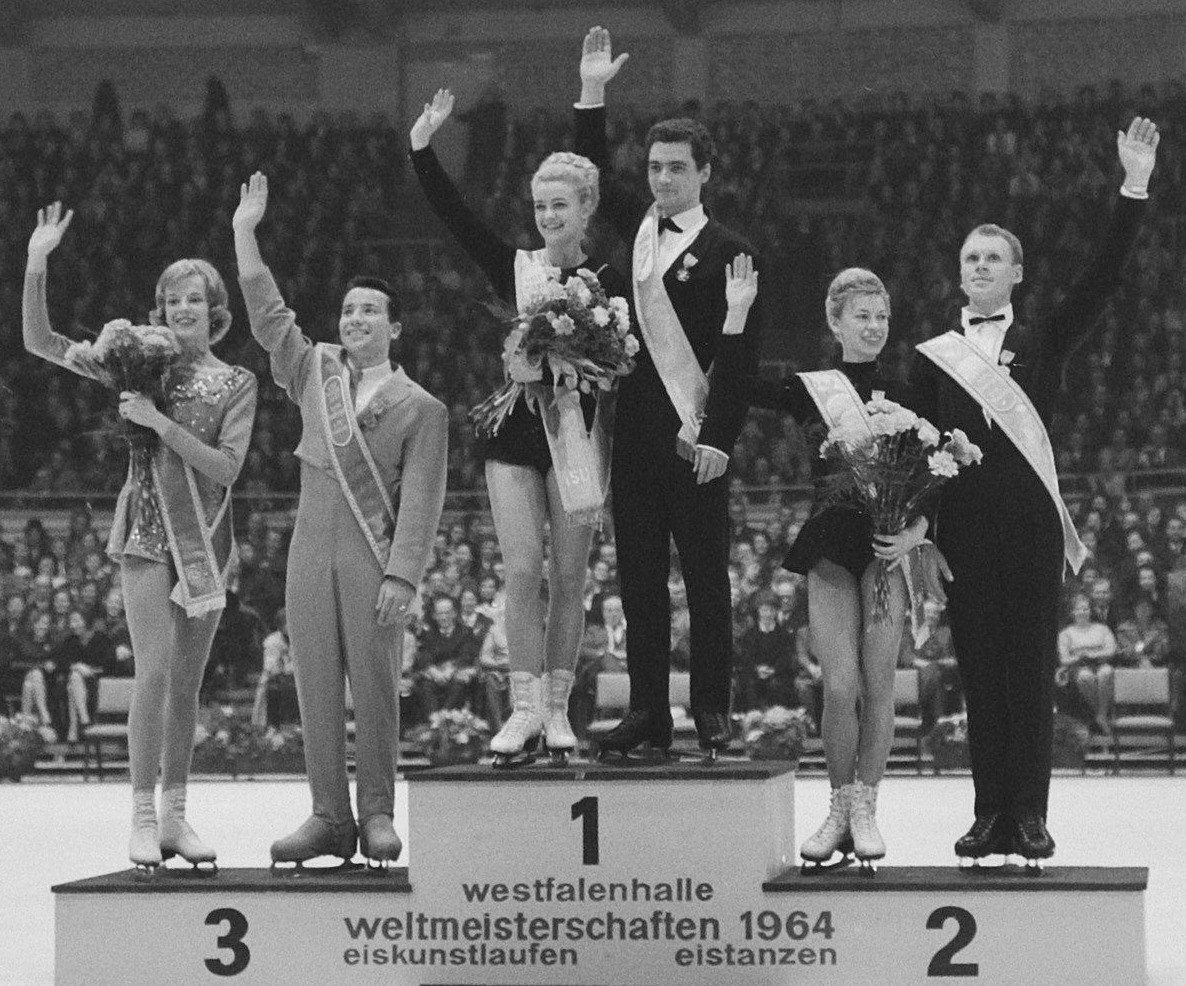

가이 레벨(1941년 8월 2일~1981년 3월 11일)은 캐나다의 피겨 스케이팅 선수이다. 파트너 데비 윌키스와 함께, 그는 1964년 동계 올림픽에서 은메달을 획득했다.

## 선수 경력
레벨은 유니언빌 스케이팅 카니발에서 회의가 열린후 1958년에 데비 윌키스와 함께 스케이트를 배우기 시작했다. 그들은 크로스비 아레나에서 브루스 하일랜드의 지도를 받았고 자신의 경력을 통해 유니언빌 스케이팅 클럽을 표현했다. 그녀는 포즈를 취하는 동안 머리가 먼저 얼음을 치는 그녀의 두개골이 파열되었고, 윌키스는 1963년 세계 선수권 대회를 앞두고 촬영하는 동안 리프트에서 떨어졌다. 페어 팀은 대회에서 철수해야 했다. 그는 1981년에 자살했다.